# Каплакрики (стадион)
Каплакрики е многофункционален стадион в град Хапнарфьордюр, Исландия.
Разполага с капацитет от 6000 места, като повече от 2500 от тях са седящи. Приема домакинските мачове на местния футболен отбор ФХ Хафнарфьордур.